# アントン・トカシュ
アントン・トカシュ（Anton Tkáč、1951年3月30日 - 2022年12月22日）は、チェコスロバキア（現、スロバキア）・ロゾルノ出身の元自転車競技選手（トラックレース）。
1974年の世界自転車選手権、アマチュアスプリント種目で優勝を果たし、1976年に開催されたモントリオールオリンピックのスプリントにおいて、五輪同種目3連覇を狙う、フランスのダニエル・モレロンを2-1で撃破して金メダルを獲得。1978年の世界選手権、アマスプリントも制覇した。
また、1976年のチェコスロバキア・スポーツマンオブザイヤー（Sportovec roku）を受賞した。

## エピソード
1979年に西宮競輪場で開催された全日本プロ選手権自転車競技大会（全プロ大会）に、前年の世界自転車選手権・アマスプリント優勝者として招待され、同プロスプリント優勝者である中野浩一とスプリントのエキシビションマッチ（1回勝負）を行い、最後の直線で内側から追い抜いて中野を破った。
スプリント種目において全盛期に入っていた中野を破った数少ない事例である。もっとも、正規の自転車競技ルールに即せばトカシュの走法はスプリントレーン外を一定距離以上走行したという反則であった。エキシビションマッチであったためか特に抗議もなく終了している。当時の月刊サイクルスポーツ誌にも「トカシュの内線突破にも中野抗議せず」とある。